# 日本の地理
日本の地理（にほんのちり）では、日本の地理についての概略を記す。

## 領域

### 範囲・面積
日本は、東アジアに位置する島国であり、東および南は太平洋、西は日本海と東シナ海、北はオホーツク海に面する。北東から南西にかけて広がる島嶼群から構成され、総体ではおよそ14,125島から成る。北海道・本州・四国・九州の4島が主要な島であるが、この4島に沖縄本島を加えた5島を「本土」と呼称することもある。日本は明治以来、憲法における領土規定がなく、これは比較法学の観点では特殊なものであった。
面積は、2023年10月1日時点で377,974.79 km2 であり、中央情報局の『ザ・ワールド・ファクトブック』によれば世界63位である。海岸線の総延長は35,268 m。領海は、原則として、基線からその外側12海里、国際航行に用いられる特定海域（宗谷海峡、津軽海峡、対馬海峡西・東水道、大隅海峡）については、基線からその外側3海里の線と、これに接続して引かれる線までの海域。また、基線から200海里までを排他的経済水域とする。日本は島嶼から構成されるゆえ、約4,050,000km2 におよぶ、広大な排他的経済水域を有する。これは、世界で8番目に広い。東西南北端は以下の通りである。
|        | 地名               | 座標                                                                |
| ------ | ------------------ | ------------------------------------------------------------------- |
| 最東端 | 南鳥島（東京都）   | 北緯24度16分59秒 東経153度59分11秒 / 北緯24.28306度 東経153.98639度 |
| 最西端 | 与那国島（沖縄県） | 北緯24度27分05秒 東経122度55分57秒 / 北緯24.45139度 東経122.93250度 |
| 最南端 | 沖ノ鳥島（東京都） | 北緯20度25分31秒 東経136度4分11秒 / 北緯20.42528度 東経136.06972度  |
| 最北端 | 択捉島（北海道）   | 北緯45度33分28秒 東経148度45分14秒 / 北緯45.55778度 東経148.75389度 |

### 行政区画
普通地方公共団体の広域単位として都道府県、基礎単位として市町村を設ける。都道府県以上の地域分類は様々であるが、1903年（明治36年）の第1期国定地理教科書以来、地理教育の場では、以下のような8地域区分を採用している。
|        | 島嶼           | 地方                                                           | 都道府県 |
| 北海道 | 北海道地方     | 北海道                                                         |          |
| 本州   | 東北地方       | 青森県 岩手県 宮城県 秋田県 山形県 福島県                      |          |
| 本州   | 関東地方       | 茨城県 栃木県 群馬県 埼玉県 千葉県 東京都 神奈川県             |          |
| 本州   | 中部地方       | 新潟県 富山県 石川県 福井県 山梨県 長野県 岐阜県 静岡県 愛知県 |          |
| 本州   | 近畿地方       | 三重県 滋賀県 京都府 大阪府 兵庫県 奈良県 和歌山県             |          |
| 本州   | 中国地方       | 鳥取県 島根県 岡山県 広島県 山口県                             |          |
| 四国   | 四国地方       | 徳島県 香川県 愛媛県 高知県                                    |          |
| 九州   | 九州・沖縄地方 | 福岡県 佐賀県 長崎県 熊本県 大分県 宮崎県 鹿児島県 沖縄県      |          |

## 国土の変遷

### 古代

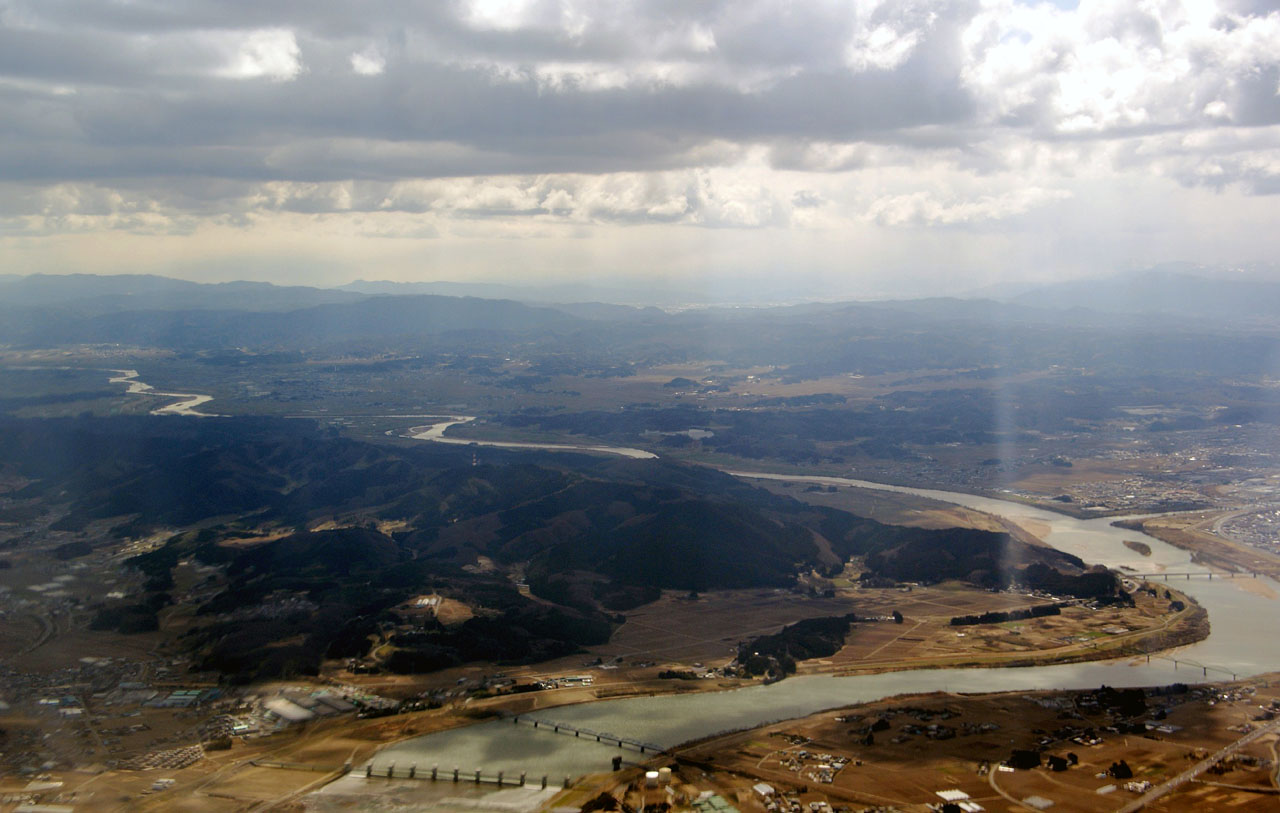
古代日本国家の北限、阿武隈川

弥生時代後期、西日本の各地に広域の地域勢力が勃興した。2世紀末には畿内を中心として、西日本広域を支配する邪馬台国連合が創設された。邪馬台国連合は3世紀には東海・北陸のほか東日本も支配下に置き倭国が成立した。古墳時代前期前半には、現在の九州の宮崎県から東北の宮城県の範囲まで国土が拡大されたことが、古墳造営の消長から明らかになっている。荒井秀規は、3世紀末から4世紀に倭王権による東国への最初の接触があった後、4世紀末から5世紀にかけて倭王権による東国への征服戦争が行われたと想定している 。ただし倭国は東北など各支配領域を確保・維持しようとする考えを持っておらず、6世紀には、経済基盤が脆弱な阿武隈川以北を倭国の支配地から切り離し古墳時代後期には太平洋側では現在の宮城県南部、日本海側では現在の新潟県中部までが倭国の支配領域となった。またこの間、400年（履中天皇元年）と404年（履中天皇5年）に倭は朝鮮半島で百済・加耶諸国と共に高句麗・百済連合軍と2度にわたって合戦を行っている。
奈良・平安時代の日本国は、北は津軽海峡まで、南は喜界島までを国土と認識していたが、一方で九州・四国・壱岐島・対馬とそれらに取り囲まれた本州の北陸と中部地方西部までの範囲こそが日本国本来の領土とも認識していた。そのため東北地方に対しての関心の希薄さは変わることがなく、東北地方北部を完全な形で支配する必要性は感じておらず、実際には大崎平野までが8世紀における日本国の北限であった。9世紀、陸奥・出羽からの徴税の京進が行われなくなると関心は更に希薄になり、東北北部の経営は現地の官人任せになっていった。また、南西諸島への関心も薄れていった。
古代の日本では、畿内と言われる行政区が設けられていた。大化の改新によって設置された当時から畿内は支配者にとっての特別な地域と認識されていたが、律令制施行後は直轄地として国家を支える役割を担った。

### 中世

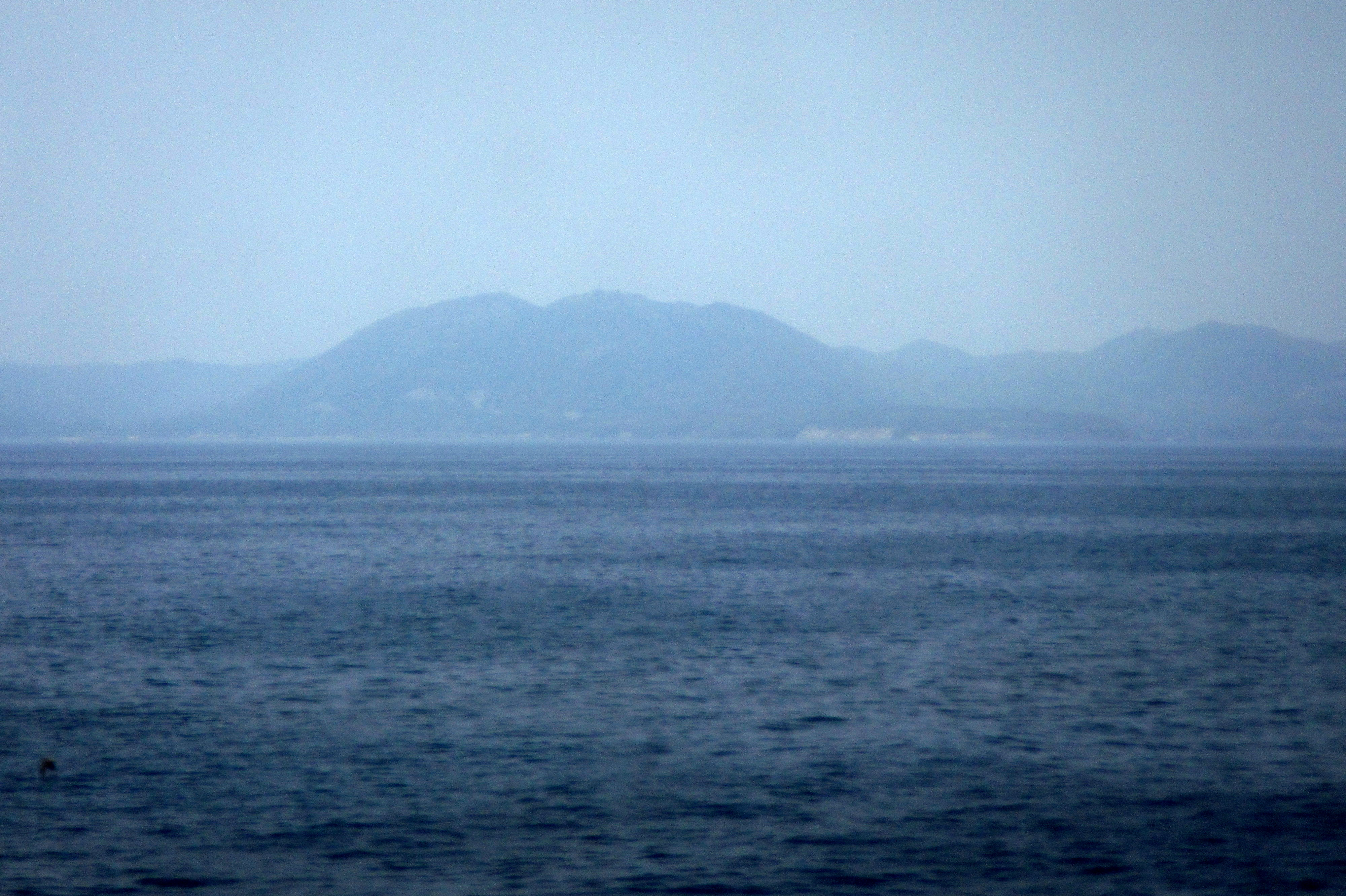
15世紀前半、帰属を巡って日本と朝鮮の間で揺れた対馬島

中世後期の日本は、室町将軍との間に主従関係を築くことが出来ているか、室町将軍を頂点とした階層的な秩序の内に居るか、あるいは外に居るかで境界が引かれていた。将軍に反逆し命令の届かない地域は支配権の外に置かれ、主従関係の有無によって境界が明瞭化された。
歴史学において室町幕府3代将軍・足利義満の治世は初の公武統一政権と評価されている。しかし室町幕府は地方への関心を殆ど持たない政治権力であり、自らが統治すべき範囲は畿内近国・瀬戸内・中部地域と考えており、幕府にとって東北・関東・九州は辺境でしかなかった。
15世紀前半、永享の乱によって将軍と鎌倉公方との主従関係が崩れると、幕府は日本国の東側の境界は駿河国までであると規定するようになり、東国を日本国から切り離した。一方で当時は独立国だった琉球国は室町将軍との間に主従関係を結んでおり、将軍による＜主‐従の関係＞は国家間においても成立しうる概念でもあった。
1419年（応永26年）、李氏朝鮮は倭寇の拠点壊滅を目的に対馬を攻撃したが作戦は失敗に終わった（応永の外寇）。その後、対馬を李氏朝鮮領とするため対馬-李氏朝鮮間で交渉が行われたが、交渉は不調に終わり対馬は引き続き日本国に所属することになった。
文明年間、大和興福寺・別当の尋尊は「大乗院寺社雑事記」で、中世後期の日本国の範囲は現在の近畿・東海・北陸・中国・四国の各地域であるとしている。一方、戦国時代末期の天正9年（1581年）、織田信長は毛利氏との決戦の意思を明らかにした際、「今度、毛利家人数後巻として罷り出づるに付いては、信長公御出馬を出だされ、東国西国の人数膚を合せ、御一戦を遂げられ、悉く討ち果たし、本朝滞りなく御心一つに任せらるべきの旨、上意にて、各其の覚悟仕り候」と語り、東国（織田領）と西国（毛利領）が合戦し西国を討ち果たせば本朝（日本国）は滞りない状態になるだろう、と日本国の範囲を規定している。

### 近世

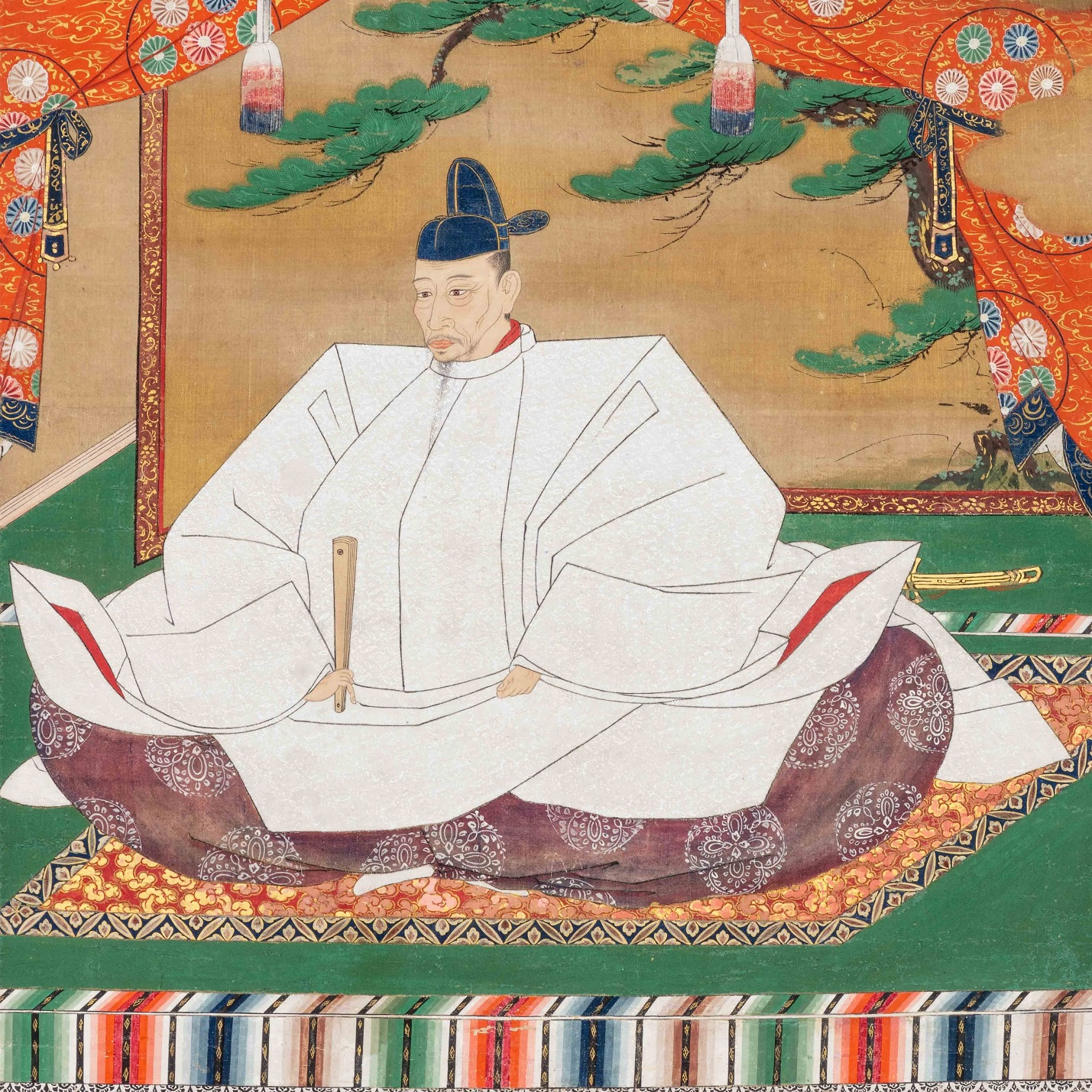
豊臣秀吉の時代、日本国の支配は初めて本州の北端に到達した

織田政権を継承した豊臣政権は、四国平定・九州平定を経て1588年（天正16年）日本国の統一を成し遂げた。豊臣政権はその後東日本にも支配を拡大し、1590年（天正18年）の奥羽仕置により初めて本州北端までを日本の国土に組み込んだ。更に秀吉は「唐入り」と称して朝鮮半島に2度に亘って攻め込むが、中国大陸・朝鮮半島へ支配を拡げるには至らなかった（文禄・慶長の役）。
豊臣政権を継承した徳川幕府は、豊臣政権とは一転して国際的孤立主義の道を選び、長崎・対馬・琉球（薩摩）・松前の4地域を窓口として対外交渉を行った。
1609年（慶長14年）、薩摩藩が琉球に侵攻し冊封関係を築き支配下に置いたが、琉球は中国とも朝貢関係を持ち続け、日本国と中国（明・清）との間で両属的な関係を維持した。また、徳川政権期、蝦夷地（北海道）は松前藩が支配する渡島半島の南部の「和人地」以外は日本国の外と認識していた。

### 近現代
辺境地域の領土確定を課題としていた明治新政府は1870年（明治3年）、北海道を日本国に組み込み、1879年（明治12年）には清との帰属交渉が未決のまま、琉球を沖縄県として公式に日本国に編入した。
19世紀末以降、日本国は対外戦争により国土を拡げていき、20世紀前半には日本史史上最大規模に拡大した。1895年（明治28年）に日清戦争の結果、清から台湾を獲得（下関条約）し、1905年（明治38年）には、日露戦争後の交渉で、ロシアより南樺太の割譲を受けた（ポーツマス条約）。更に1910年（明治43年）にはそれ以前より日本国の保護下にあった朝鮮を併合した。その後、1922年（大正11年）には南洋諸島の委任統治も開始し、太平洋側へも支配地域を拡大させた。
1932年（昭和7年）には満州国を建国し。1937年（昭和12年）、盧溝橋事件をきっかけに開戦した日中戦争により中国大陸に占領地を拡大。1940年（昭和15年）9月、フランス領インドシナ北部へ進駐を開始し（仏印進駐）、翌年7月には南部仏印進駐、翌年7月には南部にも進駐を開始した。
1939年（昭和14年）2月、台湾総督府は海軍と共に海南島を占領した。台湾総督府は台湾の重工業化を企図し、「台湾の植民地」として海南島を支配下に置くことを目論んだものだった。だが占領後の海南島支配は海軍が主導することになり、台湾総督府は海軍に協力することでしか関与できなかった。
1941年（昭和16年）12月、日本は太平洋戦争の開戦と共に南方作戦を発動し、翌年5月には東南アジア一帯を国土に組み込んだ。しかし太平洋戦争に敗れると、日本はそれ以前からの各植民地を失い満州国も消滅。1951年（昭和26年）に締結されたサンフランシスコ条約により南樺太、千島列島の領有権も放棄することになった。
1972年（昭和47年）には、太平洋戦争末期からアメリカの占領状態にあった沖縄が日本に返還された（沖縄返還）。

### 領土問題
日本は、いくつかの領土問題を抱えている。北方領土（北海道・ロシアと係争）および竹島（島根県・大韓民国と係争）についてはそれぞれ係争国の実効支配下にあり、尖閣諸島（沖縄県・中華民国、中華人民共和国と係争）については日本の実効支配下にある。日本は後者について、領有権の問題は発生していないという立場を取っている。また、中華人民共和国および大韓民国は、沖ノ鳥島が国際法上の「島」であり、排他的経済水域を有するという、日本の主張に異議を唱えている。

## 自然地理

### 地質

主要地形

日本周辺においては、北アメリカプレート・太平洋プレート・ユーラシアプレート・フィリピン海プレートの4つのプレートが相接している。また、日本の島嶼群は、千島弧・本州弧・伊豆・小笠原弧・琉球弧の4つの島弧から形成される。本州弧については東北日本と西南日本に分類される。3000万年前まで、日本列島はアジアの大陸縁に位置していたが、2500万年前よりリフトがはじまり、日本海が縁海として開裂した。これにより後に東北日本・西南日本となる細長い大陸地殻が形成され、それぞれ反時計回り・時計回りに回転し、日本列島を形作った。この回転は2000万年前にはじまり、1500万年前に終了した。両者の間には、フォッサマグナが形成された。1500万年前に伊豆・小笠原弧は本州弧と衝突した。フィリピン海プレートの潜り込みにより、丹沢山地および伊豆半島が本州の一部となった。また、本州弧と千島弧の衝突により、日高山脈が隆起した。
日本の地質構造は複雑であるが、古生代の大陸縁、古生代の島弧、古生代の付加体、中生代から古第三紀の付加体、新生代の島弧と、その年代と起源によりおおまかに分類することができる。

### 地形
起伏に富む地形であり、「昭和57年度国土数値情報作成調査」によれば、国土全体の 61 %が山地、12 %が丘陵地である。山間部に規模の小さな盆地が、沿海部に小規模な平野が広がっており、狭い平野や盆地に人口、耕地、都市機能、経済機能などが集中している。特に太平洋ベルト地帯には前述の都市機能や経済基盤などが集中している。そのため地政学的リスクが高く、1970年代から集中する機能を分散させる計画が持ち上がったが、未だに実行段階には達していない。ただし企業が本社を地方都市に移すなど、一部に分散の動きがある。

#### 最低点と最高点
- 最低点 :八戸鉱山 標高 約-160 m（地上の最低点）（露天掘り鉱山であり地形が変わる可能性が高いため概数）
- 最高点 :富士山（剣ヶ峰） 標高 3,776 m

#### 河川と湖
- 最も長い川 : 信濃川 - 367 km
- 最も流域面積の広い川 : 利根川 - 16,829 km2
- 最も広い湖 : 琵琶湖 - 670.33 km2
- 最も周囲長の長い湖 : 霞ヶ浦 - 249.5 km
- 最も深い湖 : 田沢湖 - 423.0 m
- 最も水面標高の高い湖 : 中禅寺湖 - 標高1,269 m（人造湖を含まずかつ4 km2以上のものの中で）
  - ⇒ 河川については日本の河川も参照のこと。
  - ⇒ 湖については日本の湖も参照のこと。

### 海

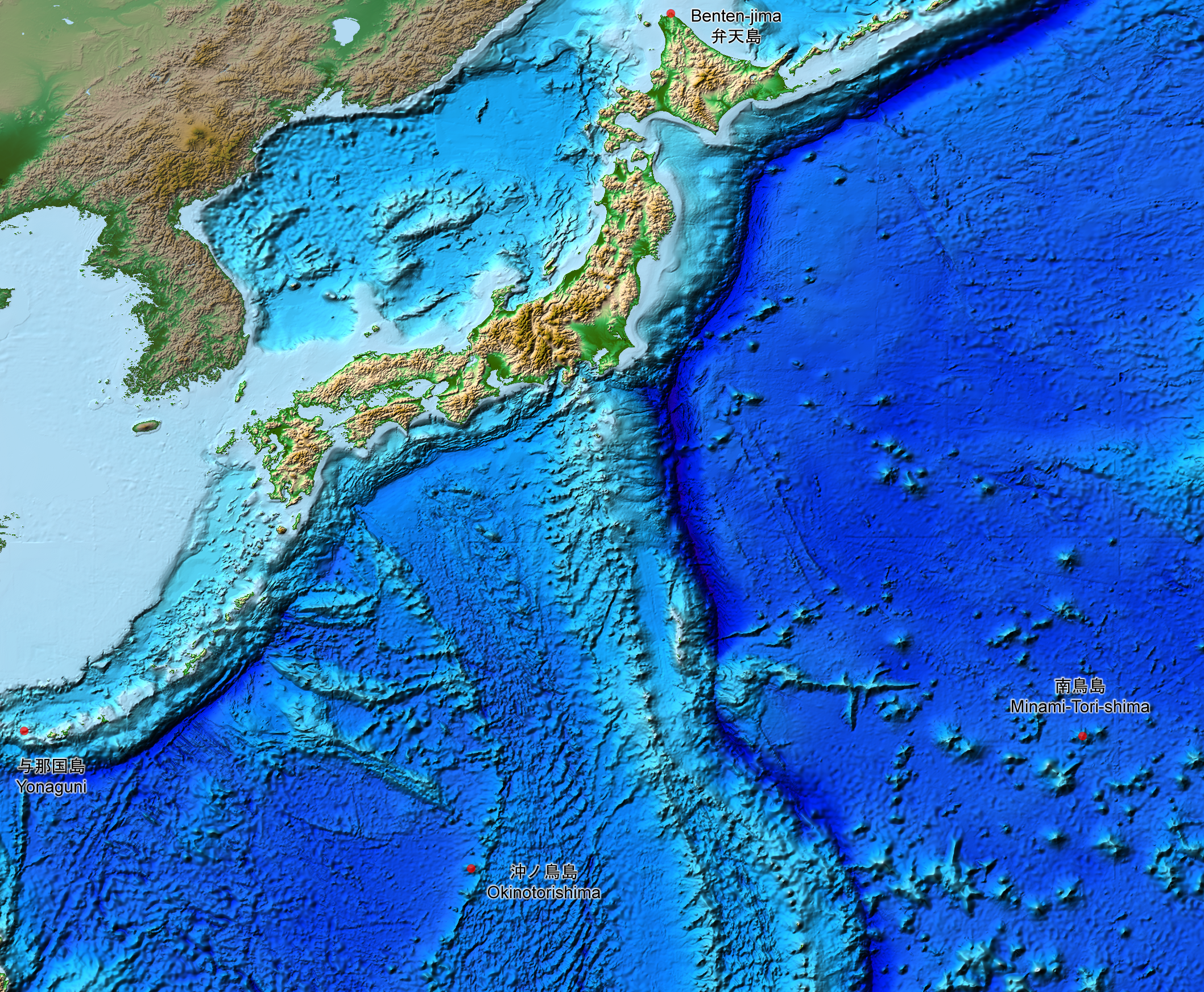
日本近海海底地形図と日本列島

日本周辺の海はひとつに繋がっているが、東側および南側が太平洋、西北側が日本海、西側が東シナ海、北東側がオホーツク海である。世界的には伊豆諸島および小笠原諸島と南西諸島とに挟まれた海域はフィリピン海と呼称されるが、日本ではこの呼称は浸透していない。日本政府の公文書においても太平洋とされている。本州と四国に挟まれた海域は瀬戸内海と呼ばれている。
日本列島の南側を黒潮（日本海流）と呼ばれる暖かい海流が流れている。北からやってくる親潮（千島海流）が三陸沖から常磐沖でぶつかって好漁場をつくっている（潮目）。一方、黒潮の分流が対馬海峡から日本海南部〜東部に流れ込んでいる。これが対馬海流である。対馬海流は津軽海峡および宗谷海峡から太平洋に抜けているのだが、日本海側の気候に大きな影響を与えている。このほかには、間宮海峡から日本海北部にリマン海流が流れ込んでいる。

### 天然資源・主な産出物
「鉱物の博物館」と形容されるほど大抵の鉱物を産出するが、商業化するには規模が小さく採算性に劣るものがほとんどである。ただしコンクリートや鉄鉱石を精錬するのに必要なな石灰石は国内の需要以上を現在も産出し続けており、またヨウ素は世界でも有数の産出量を誇る。また日本では石油は採れないという認識が広く伝わっているが、日本海沿岸にはまとまった量の石油が埋蔵されて居り、盛んに採掘が行われた。しかし数十年前に採掘できる石油のほとんどを採り尽くしてしまい現在ではほとんどの地域で採算が取れない為、採掘が中止されているが、一部ではごく小規模な油田から地上に時々湧出する採掘できない原油は農産物などに被害をもたらし厄介者扱いされている。2003年度現在、液化石油ガスは、国内の需要の約33%。天然ガスは国内の需要の約3.5%を産出している。
古くは全国各地で金が産出され貨幣や物品、建造物などに使用されていた。これはマルコ・ポーロが、日本を「黄金の国 ジパング」と書き記したゆえんとも言われているが、江戸時代から明治時代にかけて海外に大量に流出し、現在ではそのほとんどがなくなっている。また、銀や銅、鉄なども金の場合と同様現在ではほとんど払底している。しかし鉄を主とする金属精錬・加工の技術は現在も高水準を保ち続けており、輸入される金属資源によってそれらの技術が生かされている。
海底資源に関しては金属鉱物はもとよりメタンハイドレートや天然ガスなどが大量に埋蔵されていることが確認されている。また、レアメタルに含まれる希少金属の埋蔵も確認されている。
農産物では、米（主食用自給率100%、その他95%。2007年）を別としてほとんどの品目の自給率が100%を割っており、輸入なくして日本の食糧需要を賄うことは困難な状況である。

### 気候

日本におけるケッペンの気候区分（1981年から2016年の平年値に基づく）

ケッペンの気候区分において日本はほぼ温暖湿潤気候か湿潤大陸性気候に属するが、一部に例外が見られる。道南の沿岸部、青森県や岩手県の沿岸部、宮城県、山形県、福島県、栃木県、山梨県、長野県の高原の一部には西岸海洋性気候が分布する。また、群馬県の一部には温帯夏雨気候が存在する。富士山頂や、大雪山山頂付近 にはツンドラ気候が分布する。
世界的に見ると四季がはっきりしており、中国や朝鮮半島同様、気温の年較差と日較差が大きい。また、降水量が多いこと、梅雨や秋霖の影響で降水量の年変化が大きいことが特徴として挙げられる。
日本の気侯は、太平洋側か日本海側かで大きな違いが見られる。日本海側では、日本海の上を越えてくる北西の季節風により、冬に雪や雨が多く、太平洋側では、太平洋から吹き込む 南東の季節風により、夏に雨が多い。また、瀬戸内海沿岸や中央高地では年中降水量が少ない。また、南北に長い日本では、緯度による気候の差異も大きい。

### 自然
日本付近はプレートテクトニクスの考え方によればユーラシアプレート、北アメリカプレート、太平洋プレート、フィリピン海プレートの4つのプレートがせめぎ合う境界域にあたり、造山活動が活発な新期造山帯（環太平洋造山帯）に含まれている。表土は最も古い岐阜県・長野県付近でも約2億4000万年前のもので、地質学的に見ても新しい地層である。
そのため火山の噴火が各地で度々発生するとともに、マグニチュード7から8クラスの地震を周期的に経験している。マグニチュード4クラスの地震に限って見てみるとほぼ毎日と言えるほど頻繁に発生していて、「地震大国」といえる。またプレートの動きに伴い、国土全体を縦横に活断層が走っており、都市を大地震が直撃することも多い。
しかし火山地帯であるがために温泉に恵まれていて、それらは大抵著名な行楽地となっていて国立公園や国定公園に指定されている。国土全体が火山の噴火や大陸移動、堆積作用などの活動で形成されたため険しい山地が多く、河川も短いため、各地で土砂災害が起こりやすい。
日本で多い災害
- 火山の噴火
- 地震、津波
- 熱帯低気圧や台風（6月〜10月）
- 洪水や土砂災害などの水害（梅雨や秋雨、台風のほか、夏の集中豪雨の際に発生する）
- 雪害（主に本州の日本海側）
- 冷害（数年に一度、夏の北日本で発生する）

### 環境
日本は、四季の変化によって多彩な生物や自然に恵まれている。特に生物相の豊富さは優れており、多くの分類群において日本の種数はヨーロッパ全土や北アメリカより多い。たとえばシダ植物は日本に630種あり、これはヨーロッパ（152）やアメリカ合衆国とカナダ（406）よりはるかに多く、熱帯域にあるタイ、インドシナ三国にほぼ匹敵する。
高度経済成長期以降の食卓の変化や海外の農産品の輸入問題などさまざまな要因により、20世紀後半に農林水産業が急激に変化した。林業衰退による人工林の放置、環境変化や乱獲・密漁などによる漁業資源の減少などが大きな問題となっている。
生態系においても、明治時代以降外来種による生態系の変化が起こり、トキやニホンオオカミの絶滅に代表されるような生物多様性の低下が起こっている。また、ニホンザルやイノシシが市街地に出没するなど人間の生活への影響も出ている。
環境問題
- 自動車の排気ガスによる大気汚染
- 湖や河川の富栄養化
- 栽培漁業の過密化によって起こされている沿岸海域の富栄養化
- 外国から入ってくる動物、魚、昆虫、植物の爆発的な増殖によって脅かされる在来種の存続（生態系の破壊）
- 林業の衰退による人工林の荒廃⇒洪水の増加、生態系の崩壊

国際協定
- 二酸化炭素削減などを目標とした京都議定書を批准済み。

## 人文地理

### 土地利用
土地利用の内訳(2012年)
国土に占める森林面積の割合は、先進国かつミニ国家ではない一定以上の面積を持つ国の中ではかなり高く、他に7割前後を占めるのはスウェーデン、フィンランドなど数少ない。これは農地や宅地などに利用できない険しい山岳地帯が多いことも示しており、土地利用や都市計画などにおける制限は多い。森林率は確かな統計がある20世紀中盤以降、ほぼ横ばいで推移している。
総面積 約37万8千 km2 の利用内訳 総務省統計局 国土の利用状況 による。
- 森林 : 66.3%
- 農用地 : 12.0%
- 宅地 : 5.0%
- 道路 : 3.6%
- 水面・河川・水路 : 3.5%
- 原野等 : 0.9%
- その他 : 8.6%

（以上2012年の調査による）
- 民有地:162,549km2
  - うち宅地 : 15,858km2 (9.76%)
  - うち田 : 27,276km2 (16.72%)
  - うち畑 : 24,962km2 (15.36%)
  - うち山林 : 78,777km2 (48.46%)

- 自然公園面積 : 53,692.32km2
- 都市公園面積 : 998.41km2

（以上2003年の調査による）

#### 灌漑面積
27,820 km2 （1993年の調査による）

### 交通
- 高速道路、国道、都道府県道、各市町村の管理による公道、高速鉄道を含む鉄道、航路や航空路が全国に整備されており、一部の離島や僻地を別とすれば交通の便には問題がない。
- 大都市では地下鉄などが市民の足となっている。特に東京の地下鉄はクモの巣のように張り巡らされている。
- 本州と四国の間は3ルートの本州四国連絡橋で繋がれている。本州と北海道は青函トンネルで、本州と九州は3つの関門トンネルと関門橋で連絡されている。

## 主要な島と特徴的な地形
4つの主要な島  と、地方区分ごとに見た各地の地理の概要や特徴的な地形を記述する。

### 北海道

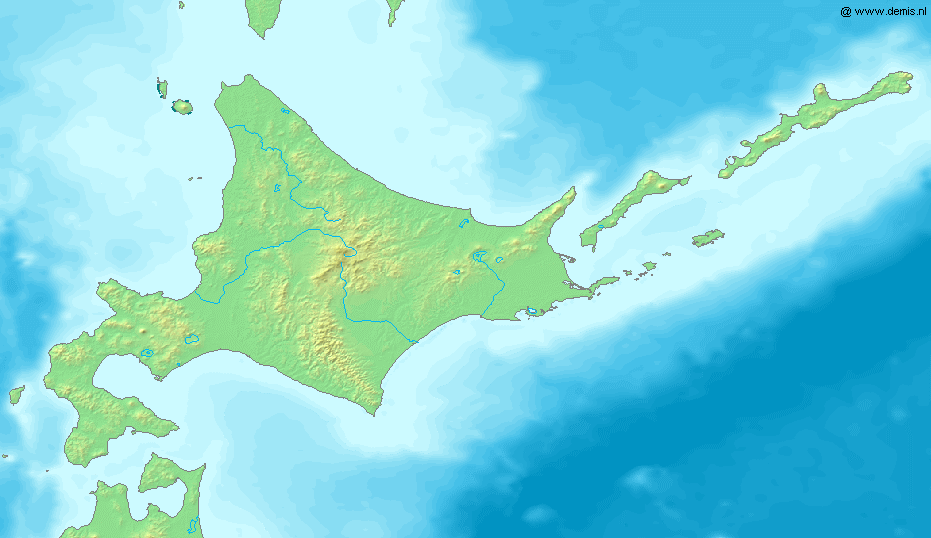
北海道

北海道：日本列島を構成する主要な4つの島の中で2番目に大きい島である。
この北海道本島とその付随する島（利尻島、礼文島、奥尻島、天売島、焼尻島、渡島大島、渡島小島等）から成る地方公共団体（都道府県）も「北海道」であり、47都道府県で唯一の「道」である。
この「北海道」1道から成る地方を北海道地方と言う。その面積は日本の総面積の約2割 (22.9%) にあたる83,456.75 km2である。
- 都道府県：北海道
- 主な都市：札幌市、旭川市、函館市、釧路市、苫小牧市、帯広市、小樽市、北見市、江別市 など
- 平野：十勝平野、石狩平野、天塩平野、釧路平野、頓別平野、勇払平野、岩内平野、函館平野 など
- 台地：根釧台地 など
- 湿地：釧路湿原、サロベツ原野 など
- 山地・山脈：日高山脈、石狩山地、天塩山地、夕張山地、北見山地、増毛山地、狩場山地 など
- 丘陵：宗谷丘陵、白糠丘陵、馬追丘陵 など
- 山：大雪山、十勝岳、阿寒岳、羅臼岳、羊蹄山、利尻岳、幌尻岳、昭和新山 など
- 峡谷：定山渓、層雲峡 など
- 盆地：上川盆地、名寄盆地、富良野盆地、北見盆地 など
- 河川：石狩川、十勝川、釧路川、天塩川 など
- 湖：支笏湖、洞爺湖、阿寒湖、摩周湖、クッチャロ湖、ウトナイ湖、サロマ湖、風蓮湖 など
- 海域：オホーツク海、内浦湾、石狩湾、津軽海峡、宗谷海峡、根室海峡 など
- 半島：知床半島、渡島半島（松前半島、亀田半島を含む）、根室半島、積丹半島、野付半島 など
- 岬・崎：知床岬、襟裳岬、宗谷岬、野寒布岬、納沙布岬、積丹岬、チキウ岬 など
- 島：択捉島、国後島、色丹島、歯舞群島、礼文島、利尻島、奥尻島 など
- 海溝（トラフ）：千島海溝

### 本州

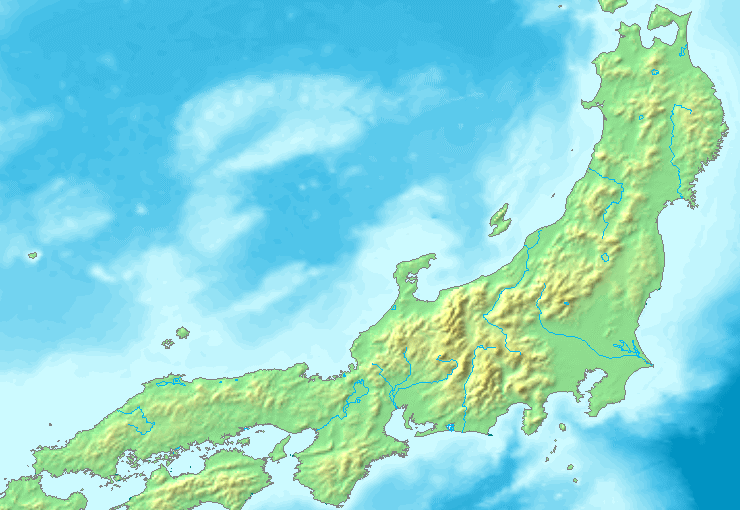
本州

本州：日本列島を構成する主要な4つの島の中で最大の島である。
面積は227,942.83 km2で、北海道の面積の約3倍、そしてイギリスのグレートブリテン島よりも広く、世界の島の中では面積は第7位である。
東北地方、関東地方、中部地方、近畿地方、中国地方に分類され、その分け方にはいくつかの異論があり統一的なものは存在しない。

#### 東北地方

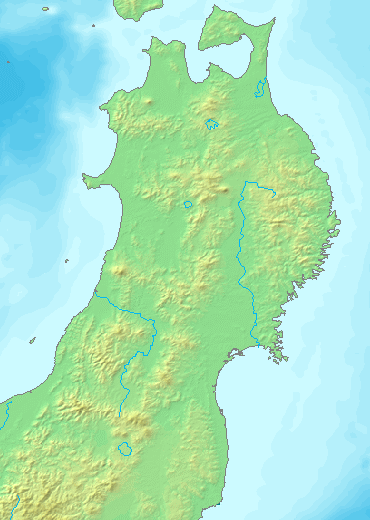
東北地方

東北地方は本州北部に位置する。この地域の本州は北アメリカプレートに載っており、西からはユーラシアプレート、東からは太平洋プレートに押されて隆起した奥羽山脈が中央を南北に走っている。さらに他の山地や盆地も南北方向に広がっている。奥羽山脈やその他の山地から流れ出した河川の中流部に盆地が、下流部に平野が形成されている。それらは日本の農業生産の中心地域である。東北地方の火山は奥羽山脈の西側にある。東北地方の東方沖に日本海溝が南北に走っている。日本海溝の西側には規模の大きな地震の震源域がある。
- 都道府県：青森県、秋田県、岩手県、宮城県、山形県、福島県
- 主な都市：仙台市、郡山市、いわき市、秋田市、盛岡市、青森市、福島市、山形市、八戸市、弘前市、石巻市、鶴岡市、会津若松市、一関市、奥州市、酒田市など
- 平野：津軽平野、青森平野、三本木原、秋田平野、能代平野、庄内平野、仙台平野 など
- 湿地：尾瀬ヶ原、田代山湿原 など
- 山地・山脈：奥羽山脈、津軽山地、恐山山地、白神山地、真昼山地、出羽山地、太平山地、朝日山地、丁岳山地、飯豊山地、神室山地、越後山脈 など
- 高地・高原：北上高地、阿武隈高地、磐梯高原、会津高原、尾瀬 など
- 丘陵：下北丘陵、笹森丘陵、白河丘陵 など
- 山：岩木山、八甲田山、岩手山、早池峰山、鳥海山、蔵王山、月山、朝日岳、吾妻山、飯豊山、安達太良山、磐梯山、燧ケ岳 など
- 盆地：横手盆地、大館盆地、雫石盆地、花輪盆地、鷹巣盆地、北上盆地、山形盆地、米沢盆地、新庄盆地、会津盆地、郡山盆地、福島盆地 など
- 河川：最上川、阿武隈川、北上川、米代川、雄物川、奥入瀬川、岩木川、阿賀川、只見川 など
- 湖沼：十和田湖、十三湖、小川原湖、田沢湖、猪苗代湖、桧原湖、伊豆沼 など
- 滝：秋保大滝 など
- 海域：陸奥湾、仙台湾、津軽海峡 など
- 海岸：三陸海岸 など
- 半島：下北半島、津軽半島、男鹿半島、牡鹿半島 など
- 岬・崎：大間崎、尻屋崎、竜飛崎、入道崎 など
- 島：飛島、金華山、田代島、網地島、出島、江島、宮戸島、浦戸諸島、大島 など
- 海溝（トラフ）：日本海溝

#### 関東地方

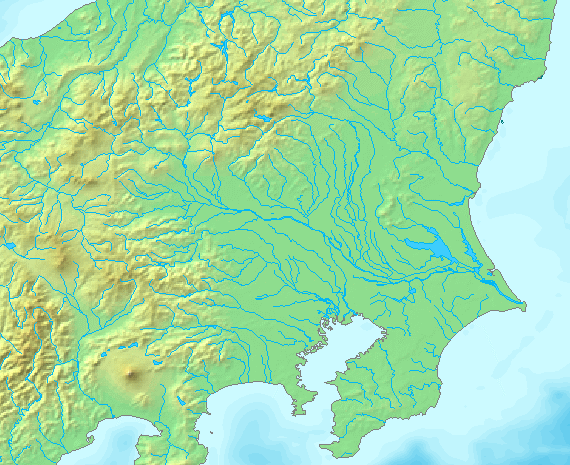
関東地方

関東地方は東北地方の南、中部地方の東に位置する。北と西は山地に、東と南は海に囲まれた日本で一番広い関東平野を中心とした地域である。関東地方はフォッサマグナの中にある地域で、地質構造が複雑である。東京、横浜、川崎、さいたま、千葉といった大都市やそれらのベッドタウンが集中している南部は人口が多い。
- 都道府県：茨城県、栃木県、群馬県、埼玉県、東京都、千葉県、神奈川県
- 主な都市：東京23区、横浜市、川崎市、さいたま市、千葉市、相模原市、船橋市、八王子市、宇都宮市、川口市、松戸市、市川市、横須賀市、町田市、藤沢市、柏市、前橋市、水戸市、高崎市
- 平野・平地：関東平野、足柄平野、九十九里平野、那須野が原（扇状地） など
- 台地：武蔵野台地、下末吉台地、相模野台地、下総台地、常陸台地 など
- 湿地：尾瀬ヶ原、戦場ヶ原、渡良瀬遊水地、見沼田んぼ、水郷、東京湾の干潟 など
- 山地・山脈：関東山地、足尾山地、八溝山地、秩父山地、丹沢山地、三国山脈、下野山地、奥羽山脈、阿武隈高地 など
- 高地・高原：浅間高原、奥日光（中禅寺湖畔、戦場ヶ原）、那須高原、尾瀬 など
- 丘陵：多摩丘陵、房総丘陵、大磯丘陵、塩那丘陵、宇都宮丘陵、比企丘陵、狭山丘陵 など
- 山：浅間山、日光白根山、草津白根山、那須岳、高原山、甲武信ヶ岳、谷川岳、男体山、八溝山、筑波山、大山、箱根山、丹沢山、雲取山、高尾山 など
- 盆地：沼田盆地、秩父盆地、秦野盆地 など
- 河川：利根川、多摩川、相模川、酒匂川、荒川、鬼怒川、那珂川、久慈川 など
- 湖沼：霞ヶ浦、北浦、中禅寺湖、芦ノ湖、奥多摩湖、相模湖、津久井湖、宮ヶ瀬湖、丹沢湖、印旛沼 など
- 滝：華厳ノ滝、袋田の滝 など
- 海域：東京湾、相模湾、鹿島灘、浦賀水道 など
- 海岸：大洗海岸、九十九里浜 など
- 半島：房総半島、三浦半島 など
- 岬・崎：犬吠埼、野島崎、富津岬、観音崎、真鶴岬 など
- 島：伊豆・小笠原諸島、仁右衛門島、城ヶ島、江の島、猿島、八景島（人工島） など
- 海溝（トラフ）：相模トラフ、日本海溝

#### 中部地方

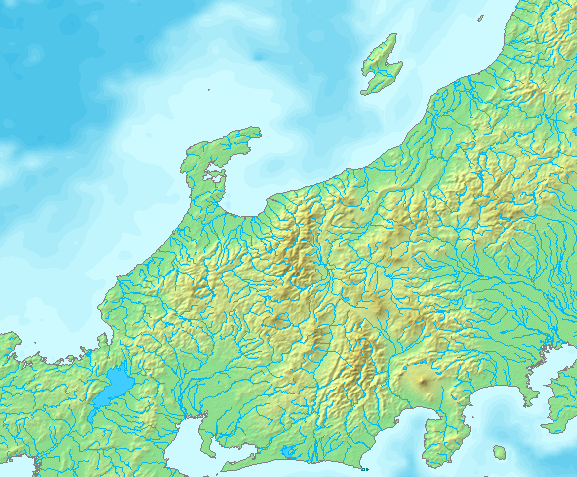
中部地方

中部地方は本州の中央部を占めている。この地方のほとんどはユーラシアプレートに載っているが、東部では北アメリカプレートと衝突している。その境界をフォッサマグナといい新潟県糸魚川市と静岡県静岡市を結んだ線がその西縁とされ糸魚川静岡構造線と呼ばれる。さらにこの地域のユーラシアプレートはフィリピン海プレートの沈み込みも受けており、それらの複雑な動きから著しい造山活動が行われ、日本アルプスとして知られている飛騨（北アルプス）、木曽（中央アルプス）、赤石（南アルプス）の各山脈が形成された。それはまた東海地震や東南海地震の原因と指摘されている。その沈み込みは南海トラフとして知られており、駿河湾内では駿河トラフとも呼ばれている。
- 都道府県：新潟県、富山県、長野県、山梨県、静岡県、石川県、岐阜県、愛知県、福井県
- 主な都市：名古屋市、新潟市、浜松市、静岡市、金沢市、豊田市、富山市、岐阜市、長野市、一宮市、豊橋市、岡崎市、春日井市、長岡市、福井市、富士市、松本市、甲府市  など
- 平野：濃尾平野、金沢平野、越後平野、富山平野（新川平野、射水平野、砺波平野）、黒部川扇状地、庄川扇状地、福井平野、高田平野、豊橋平野、岡崎平野 など
- 湿地：尾瀬ヶ原 など
- 山地・山脈：飛騨山脈、木曽山脈、赤石山脈、越後山脈、身延山地、両白山地 など
- 高地・高原：上高地、乗鞍高原、弥陀ヶ原高原、妙高高原、朝霧高原、蓼科高原、清里高原、中央高地 など
- 丘陵：東頸城丘陵、魚沼丘陵 など
- 山：富士山、北岳、塩見岳、赤石岳、乗鞍岳、御嶽山、甲武信ヶ岳、八ヶ岳、穂高岳、槍ヶ岳、白馬岳、立山、剱岳、薬師岳、木曽駒ヶ岳、浅間山、白山、妙高山、苗場山 など
- 盆地：甲府盆地、諏訪盆地、松本盆地、上田盆地、長野盆地、筑北盆地、佐久盆地、伊那盆地、高山盆地 など
- 河川：信濃川、木曽川、狩野川、富士川、天竜川、大井川、手取川、小矢部川、神通川、常願寺川、黒部川、九頭竜川、阿賀野川、庄川、荒川 など
- 湖沼：諏訪湖、山中湖、河口湖、精進湖、西湖、本栖湖、浜名湖、加茂湖、仁科三湖、三方五湖、野尻湖 など
- 滝：称名滝、ハンノキ滝、剱大滝、養老の滝、浄蓮の滝 など
- 海域：伊勢湾、三河湾、相模灘、駿河湾、遠州灘、富山湾、佐渡海峡 など
- 海岸：親不知、雨晴海岸、東尋坊、内灘砂丘 など
- 半島：伊豆半島、知多半島、渥美半島、能登半島 など
- 岬・崎：生地鼻、石廊崎、御前崎、伊良湖岬、珠洲岬、越前岬 など
- 島：佐渡島、粟島、能登島、舳倉島 など
- 海溝（トラフ）：南海トラフ（駿河湾内の南海トラフを特に駿河トラフという）、富山トラフ（富山湾から北海道沖までの深海長谷）

#### 近畿地方

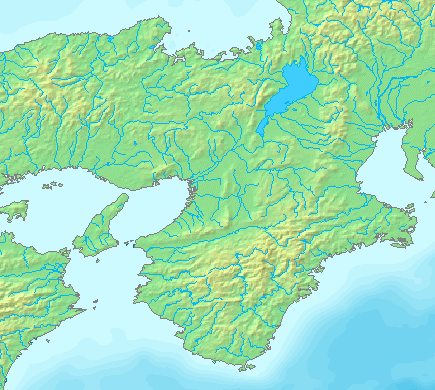
近畿地方

近畿地方は中部地方の西、中国地方の東。中央構造線が紀伊半島をほぼ東西に横切っている。大台ヶ原山は大台ヶ原ともいい、日本では珍しい隆起準平原である。
- 都道府県：三重県、滋賀県、京都府、兵庫県、大阪府、奈良県、和歌山県
- 主な都市：大阪市、神戸市、京都市、堺市、姫路市、東大阪市、西宮市、尼崎市、枚方市、豊中市、和歌山市、奈良市、吹田市、高槻市、大津市、四日市市、明石市、津市、茨木市、八尾市、加古川市 など
- 平野：大阪平野、播州平野、伊勢平野 など
- 台地：上町台地 など
- 山地・山脈：鈴鹿山脈、紀伊山地 など
- 丘陵：千里丘陵 など
- 山：比叡山、伊吹山、氷ノ山、大台ヶ原山、八経ヶ岳（八剣山）、金剛山、生駒山、大峰山、大和三山（畝傍山、香具山、耳成山） など
- 盆地：京都盆地、奈良盆地、近江盆地、伊賀盆地、亀岡盆地 など
- 河川：淀川、熊野川、紀の川、由良川、大和川、加古川、宮川 など
- 湖沼：琵琶湖 など
- 滝：那智滝 など
- 海域：大阪湾、若狭湾、伊勢湾、熊野灘、紀伊水道、播磨灘 など
- 海岸：天橋立、志摩半島のリアス式海岸 など
- 半島：紀伊半島、丹後半島、志摩半島 など
- 岬・崎：潮岬、大王崎、御座岬、経ヶ岬 など
- 島：淡路島、家島諸島 など

#### 中国地方

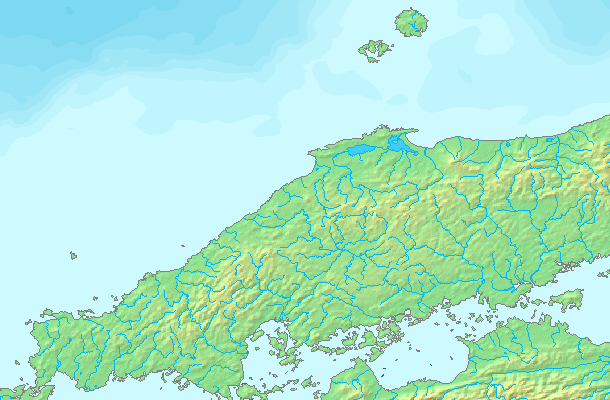
中国地方

中国地方は本州の西部と瀬戸内海の島々の一部、日本海の島々からなる。瀬戸内海を挟んで四国の北側に位置する。
- 都道府県：鳥取県、島根県、岡山県、広島県、山口県
- 主な都市：広島市、岡山市、倉敷市、福山市、下関市、呉市、山口市、鳥取市、松江市、東広島市、宇部市、周南市、米子市、尾道市、出雲市、岩国市など
- 平野：鳥取平野、出雲平野、岡山平野 など
- 山地：中国山地 など
- 山：大山、扇ノ山、氷ノ山、那岐山、蒜山 など
- 盆地：津山盆地、三次盆地 など
- 河川：太田川、日野川、江の川、高梁川、旭川、吉井川、千代川、錦川 など
- 湖沼：宍道湖、中海、児島湖 など
- 海域：音戸瀬戸、備讃瀬戸、水島灘、備後灘、安芸灘、広島湾、周防灘、関門海峡、響灘 など
- 海岸：鳥取砂丘 など
- 半島：島根半島、児島半島 など
- 岬・崎：日御碕 など
- 島：隠岐島、竹島、江田島、厳島、因島、屋代島（周防大島） など

### 四国

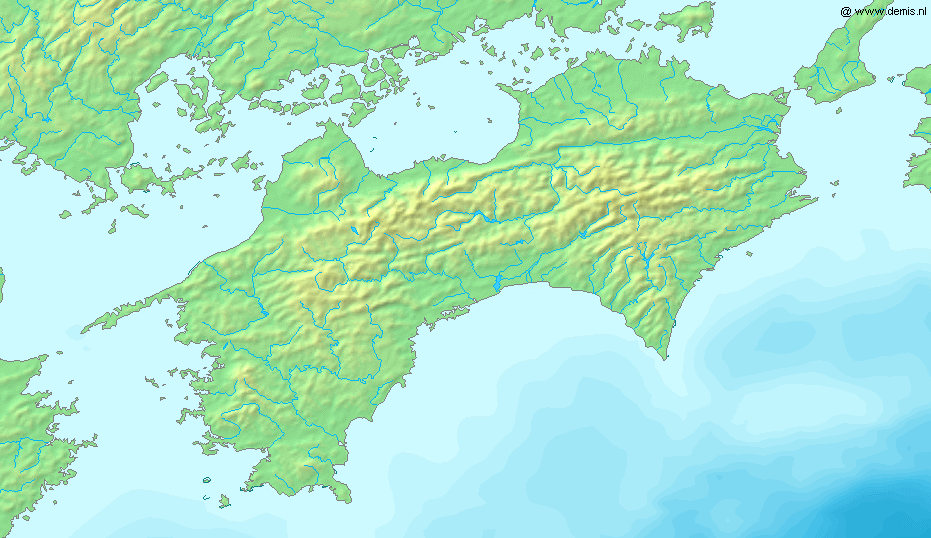
四国

四国：日本列島を構成する主要な4つの島の中で4番目に大きな島である。
面積は18,297.74 km2で、九州の約半分の面積である。この島と瀬戸内海の一部の島々をまとめて四国地方あるいは単に四国と呼ぶ。四国には4つの県が置かれている。
四国はユーラシアプレートに載っており、その南方沖でフィリピン海プレートの沈み込みを受けている。その境界に生じた付加体が陸化しているので地質の分布は東西の帯状に広がり、北部の方が南部よりも古い時代の地層である。四国の気候は中央を東西に走る四国山地により太平洋側と瀬戸内海側とで異なる。太平洋側は温暖で多雨であるが、瀬戸内海側は温暖ではあるが少雨である。
- 都道府県：徳島県、香川県、愛媛県、高知県
- 主な都市：松山市、高松市、高知市、徳島市、今治市、新居浜市、丸亀市 など
- 平野：松山平野、新居浜平野、讃岐平野、徳島平野、高知平野 など
- 台地：秋吉台 など
- 山地・山脈：四国山地、讃岐山脈、石鎚山脈、剣山山地 など
- 山：石鎚山、剣山、瓶ヶ森、三嶺 など
- 盆地：大洲盆地 など
- 河川：吉野川、四万十川、那賀川、仁淀川、物部川、奈半利川 など
- 海域：来島海峡、伊予灘、燧灘、豊後水道、土佐湾、紀伊水道 など
- 半島：佐田岬半島、高縄半島 など
- 岬・崎：室戸岬、足摺岬、佐田岬 など
- 島：小豆島、防予諸島、芸予諸島、塩飽諸島 など
- 海溝（トラフ）：南海トラフ

### 九州

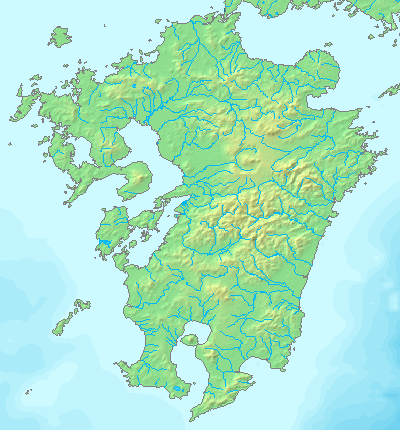
九州

九州：日本列島を構成する主要な4つの島の中で3番目に大きな島である。九州島とも呼ぶ。
面積は36,731.56 km2で、北海道の半分弱の面積で、本州と四国の西に位置する。
この九州島とその付随する島、薩南諸島（鹿児島県の領域）を含めて「九州」と呼ぶ。「九州の最高峰」というとき一般には薩南諸島に含まれる屋久島の宮之浦岳が挙げられる。さらに南西諸島（沖縄県の領域）を合わせて「九州地方」と言う。「九州地方」には沖縄県を含めるのが各百科事典では一般的である。なお、次の一覧は便宜上、次項の「南西諸島」に属する項目を除いた。
- 都道府県：福岡県、佐賀県、長崎県、熊本県、大分県、宮崎県、鹿児島県
- 主な都市：福岡市、北九州市、熊本市、鹿児島市、大分市、宮崎市、長崎市、久留米市、佐世保市、佐賀市など
- 平野：福岡平野、筑紫平野、熊本平野、宮崎平野、肝属平野 など
- 台地：平尾台、上場台地、シラス台地 など
- 山地：九州山地、筑紫山地 など
- 高地・高原：長者原、えびの高原 など
- 山：阿蘇山、桜島、開聞岳、英彦山、雲仙岳、霧島山、久住山、由布岳、経ヶ岳、脊振山、国見岳、祖母山 など
- 峡谷：耶馬渓、九酔渓、菊池渓谷、蘇陽峡、高千穂峡 など
- 盆地：人吉盆地、大口盆地、都城盆地、日田盆地、由布院盆地、玖珠盆地など
- 河川：松浦川、筑後川、球磨川、大野川、大分川、山国川、遠賀川、白川、川内川、五ヶ瀬川、大淀川 など
- 湖沼：池田湖 など
- 海域：玄界灘、周防灘、豊後水道、対馬海峡、関門海峡、大隅海峡、博多湾、唐津湾、大村湾、有明海、八代海、鹿児島湾、志布志湾、別府湾 など
- 半島：東松浦半島、国東半島、島原半島、薩摩半島、大隅半島、北松浦半島、西彼杵半島、長崎半島 など
- 岬・崎：波戸岬、野母崎、野間岬、長崎鼻、坊ノ岬、佐多岬、都井岬、長崎鼻、鶴御崎、関崎 など
- 島：壱岐島、対馬、平戸島、五島列島、天草諸島、甑島列島、上三島など

### 南西諸島

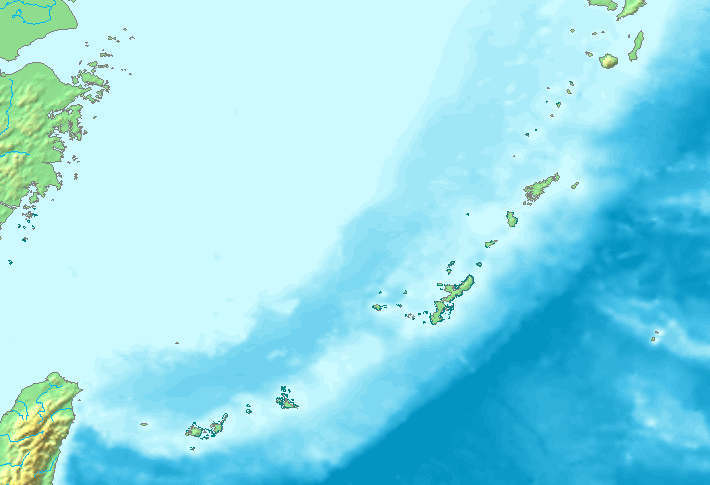
南西諸島

南西諸島は九州の南に位置する島弧であり、ユーラシアプレートにフィリピン海プレートが沈み込むことで生じている。太平洋（世界的な地理学ではフィリピン海）と東シナ海を画している。
なお、南西諸島の中で沖縄県に属する島は691である。主要な島を列挙。
- 都道府県：沖縄県、鹿児島県（薩南諸島）
- 主な都市：西之表市、奄美市、うるま市、沖縄市、浦添市、那覇市、宮古島市、石垣市 など
- 台地：琉球石灰岩台地（沖縄本島ほか）
- 山：宮之浦岳、御岳、湯湾岳、井之川岳、与那覇岳、於茂登岳 など
- 河川：比謝川、浦内川、住用川 など
- 海域：東シナ海、フィリピン海、大隅海峡、トカラ海峡、宮古海峡、名護湾、金武湾 など
- 半島：本部半島 など
- 岬・崎：辺戸岬 、部瀬名岬、西崎  など
- 島
  - 大隅諸島
    - 屋久島、種子島、口永良部島、馬毛島

  - トカラ列島
  - 奄美群島
    - 奄美大島、喜界島、加計呂麻島、請島、与路島、徳之島、沖永良部島、与論島

  - 沖縄諸島
    - 沖縄本島：本島周辺島嶼は約19島。
    - 伊平屋・伊是名諸島、慶良間・粟国諸島、渡名喜島、久米島 など

  - 先島諸島
    - 宮古列島
      - 宮古島、伊良部島、多良間島 など

    - 八重山列島
      - 石垣島、竹富島、西表島、波照間島、与那国島 など

    - 尖閣諸島

  - 大東諸島
- 海溝（トラフ）：南西諸島海溝、沖縄トラフ

### 伊豆・小笠原諸島

南方諸島

伊豆諸島・小笠原諸島は本州の南に位置する島弧であり、フィリピン海プレートに太平洋プレートが沈み込むことで生じている。沈み込んでいるところを伊豆・小笠原海溝という。伊豆諸島の島々や西之島は南本州海嶺の頂上部である。小笠原諸島の聟島諸島、父島諸島、母島諸島はその西側にある小笠原トラフによって南本州海嶺と隔てられている。行政区分では東京都、地方区分では関東地方に含まれる。
- 山：三原山、御山、摺鉢山 など
- 島
  - 伊豆諸島
    - 伊豆大島、利島、新島、式根島、神津島、三宅島、御蔵島、八丈島、青ヶ島、ベヨネース列岩、須美寿島、鳥島、孀婦岩

  - 小笠原諸島
    - 聟島列島
      - 聟島、嫁島

    - 父島列島
      - 父島、兄島、弟島

    - 母島列島
      - 母島、姉島、妹島

    - 火山列島（硫黄列島）
      - 北硫黄島、硫黄島、南硫黄島

    - 西之島、南鳥島、沖ノ鳥島
- 海溝：伊豆・小笠原海溝